# Palacios del Sil
Palacios del Sil is een gemeente in de Spaanse comarca El Bierzo van de provincie León in de autonome regio Castilië en León met een oppervlakte van 181,40 km². Palacios del Sil telt 1.062 inwoners (1 januari 2016).
Het grondgebied valt grotendeels samen met de traditionele regio Ribas del Sil. De gemeente werd op eigen vraag in 2005 ook opgenomen in de comarca El Bierzo. Het is een van de gemeenten in de provincie León die tweetalig zijn, waarin Leonees wordt gesproken.